# Udon Thani (stad)
Udon Thani (Thais: อุดรธานี) is een stad in Noordoost-Thailand. Udon Thani is hoofdstad van de provincie Udon Thani en het district Udon Thani. De stad telde in 2000 bij de volkstelling 220.493 inwoners.
Tijdens de Vietnamoorlog lag er bij de stad een belangrijke militaire luchtmachtbasis van de Verenigde Staten.
Sinds 1969 is de stad zetel van het rooms-katholieke bisdom Udon Thani.

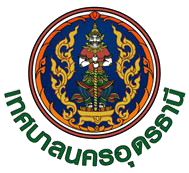
Zegel van de stad
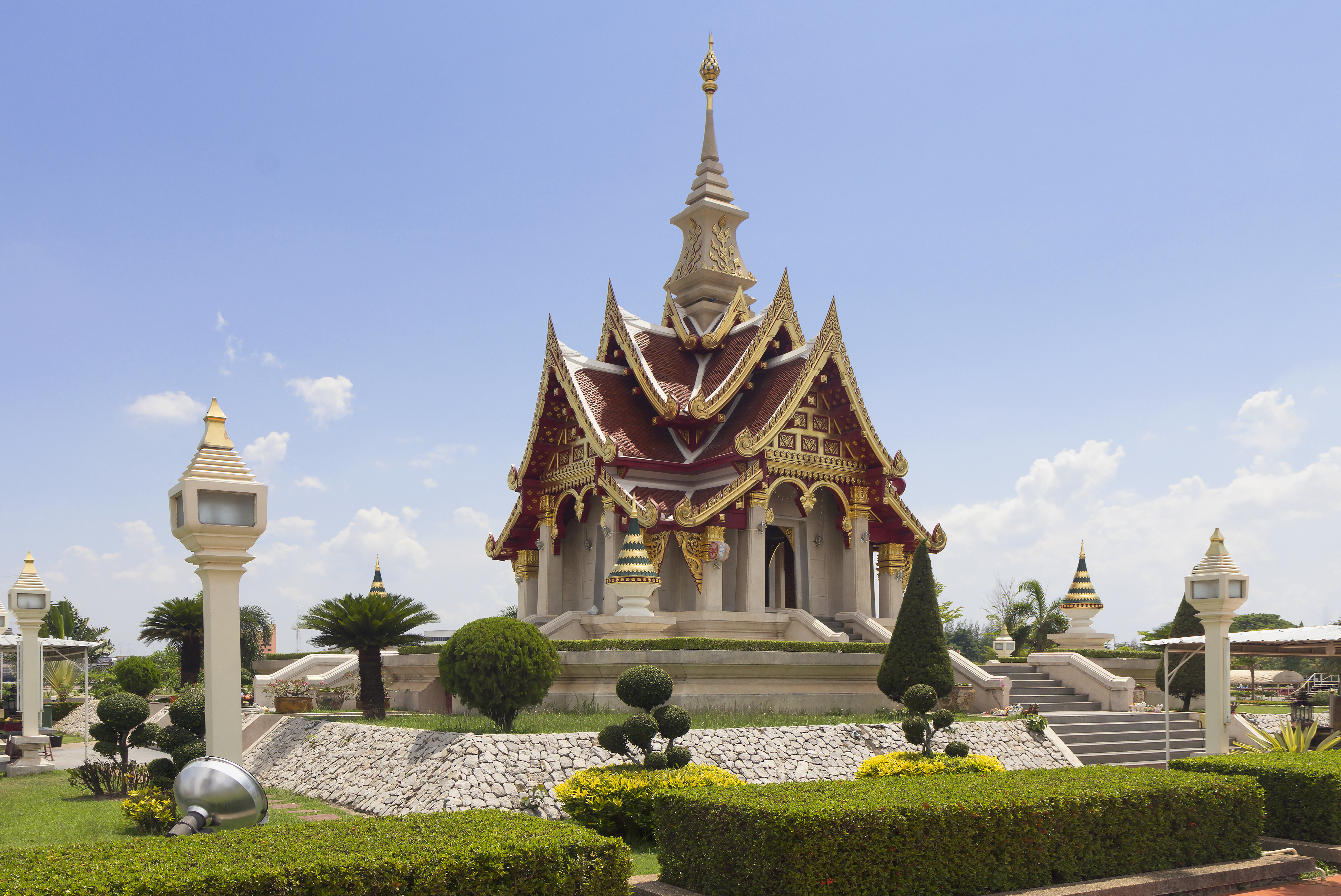
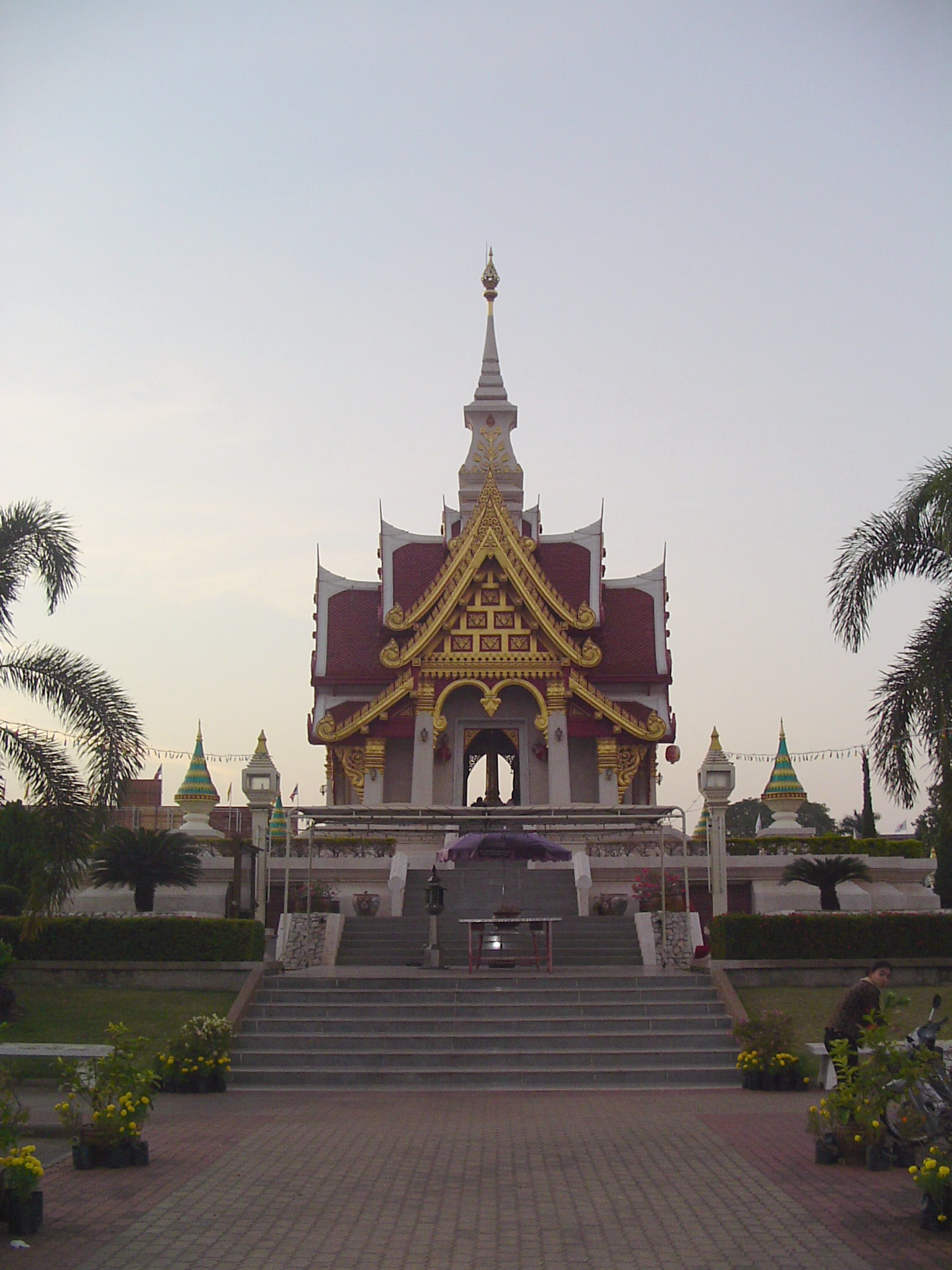
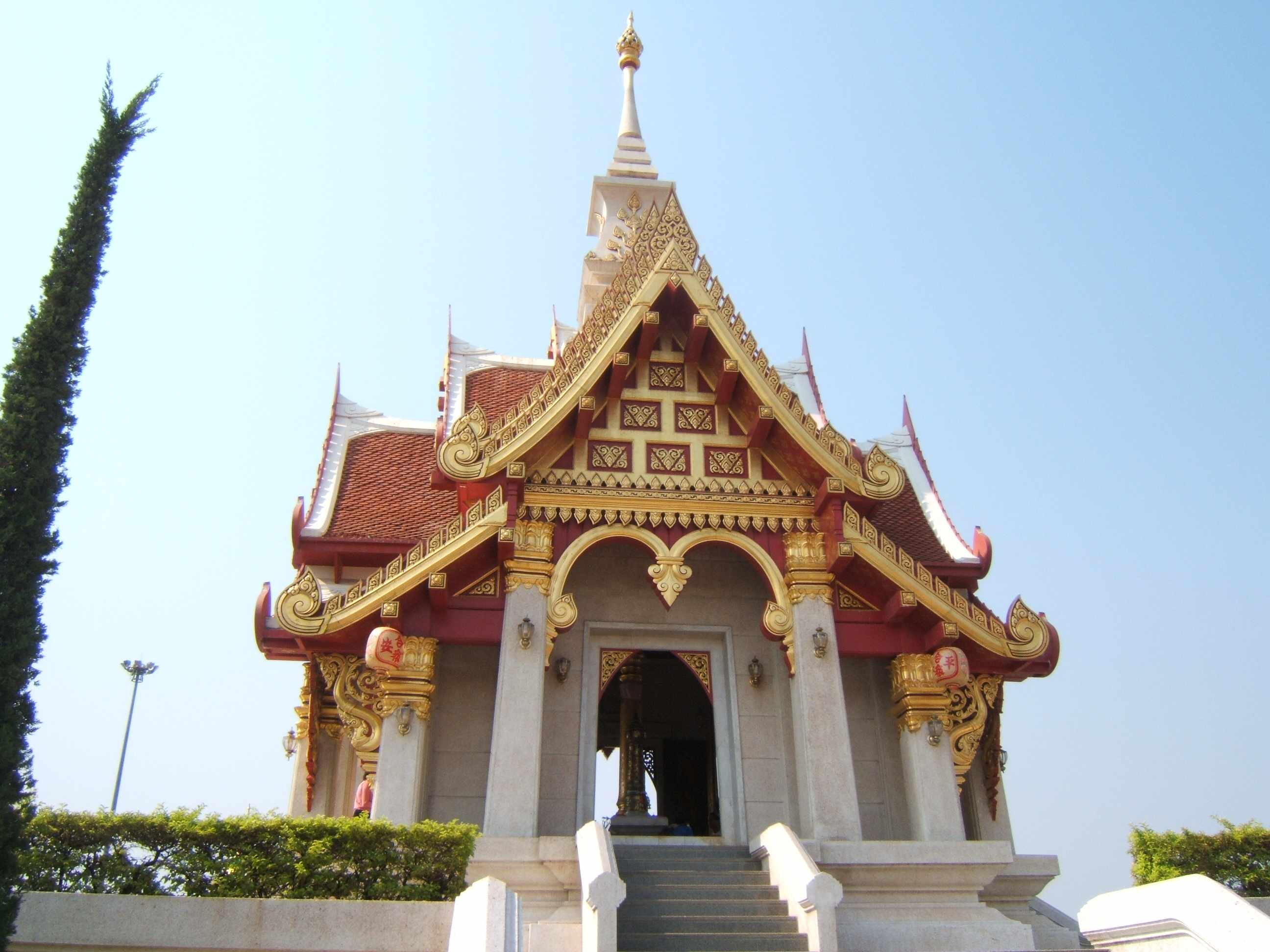
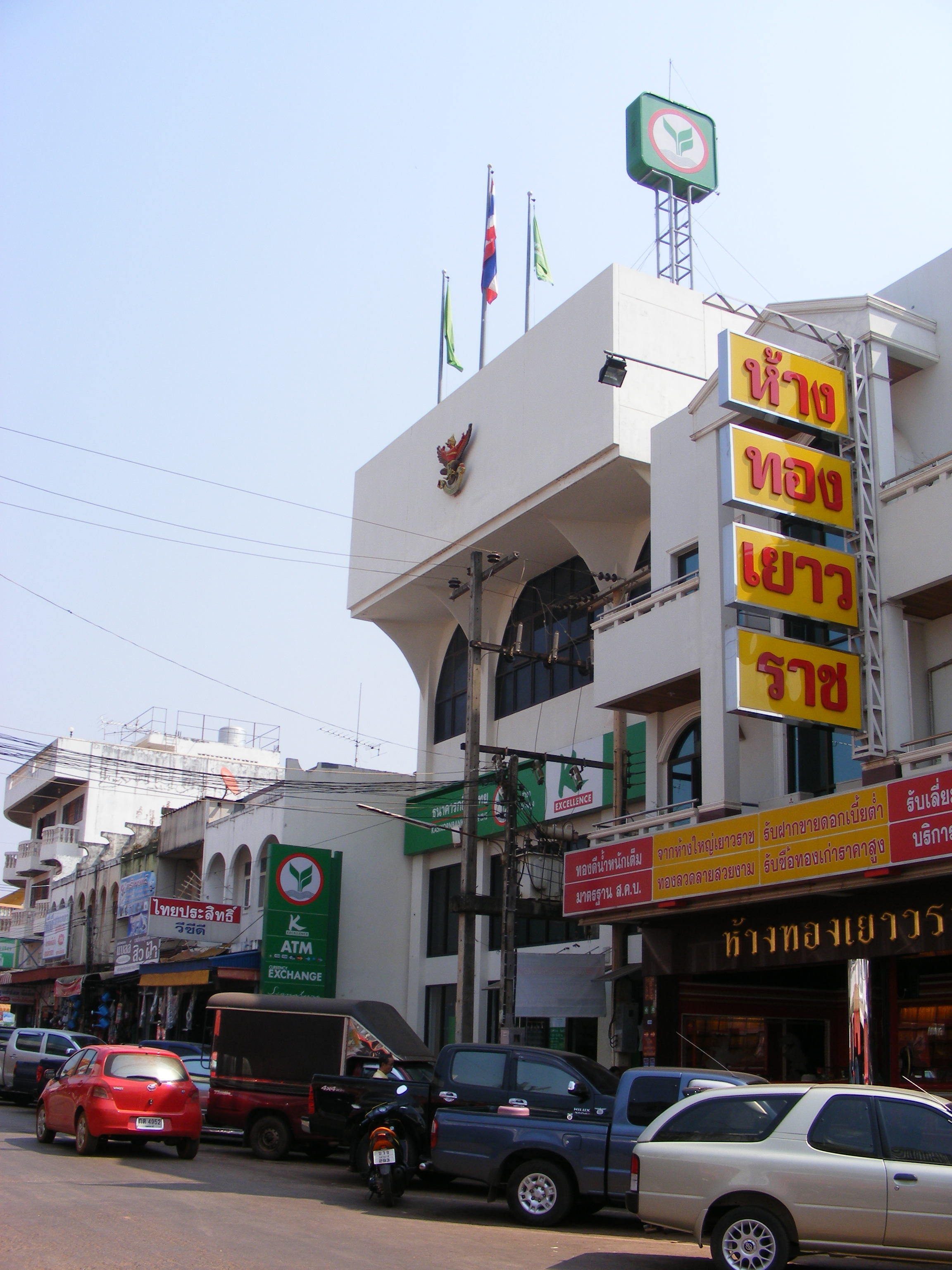
Bank
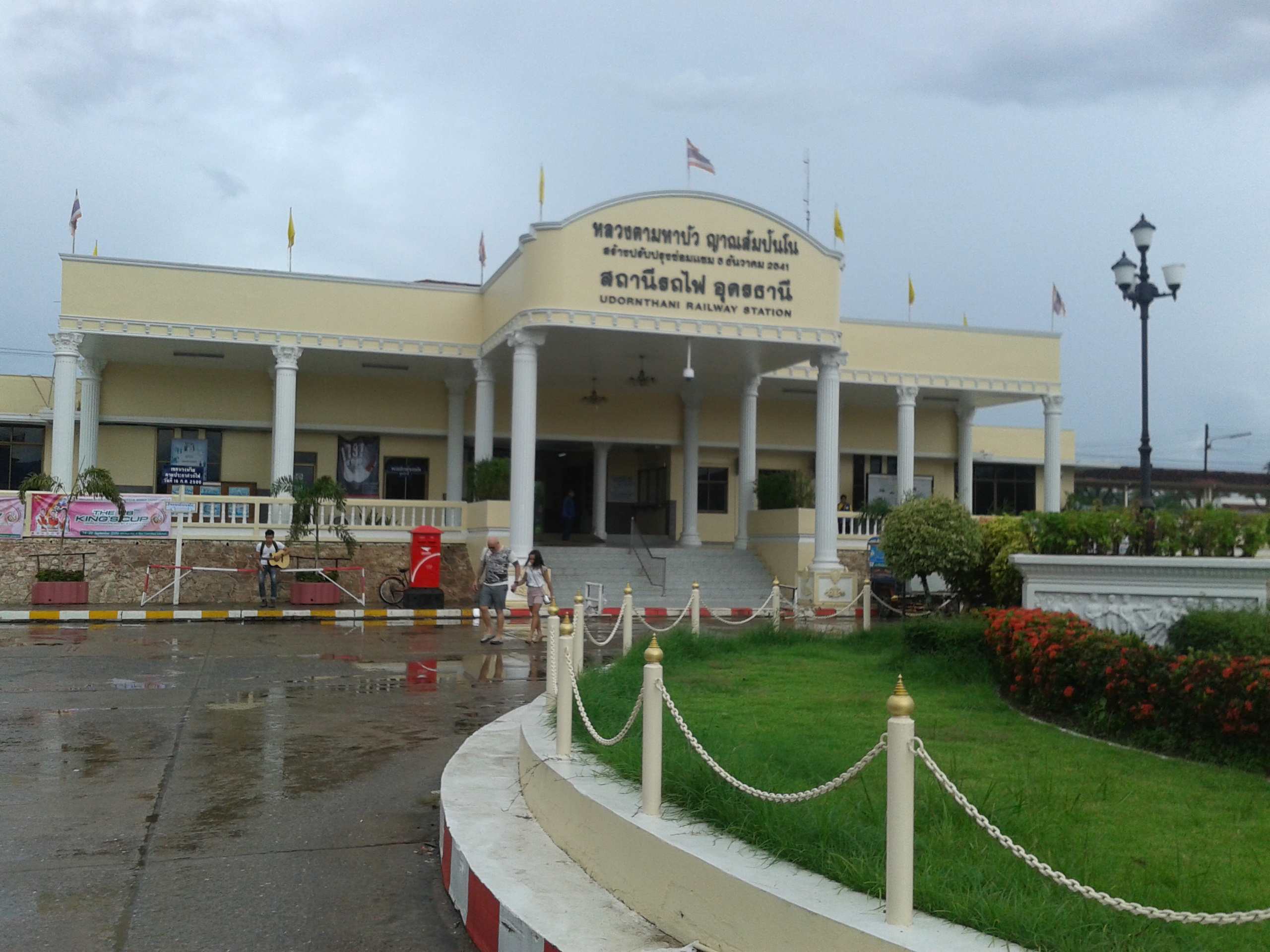
Treinstation
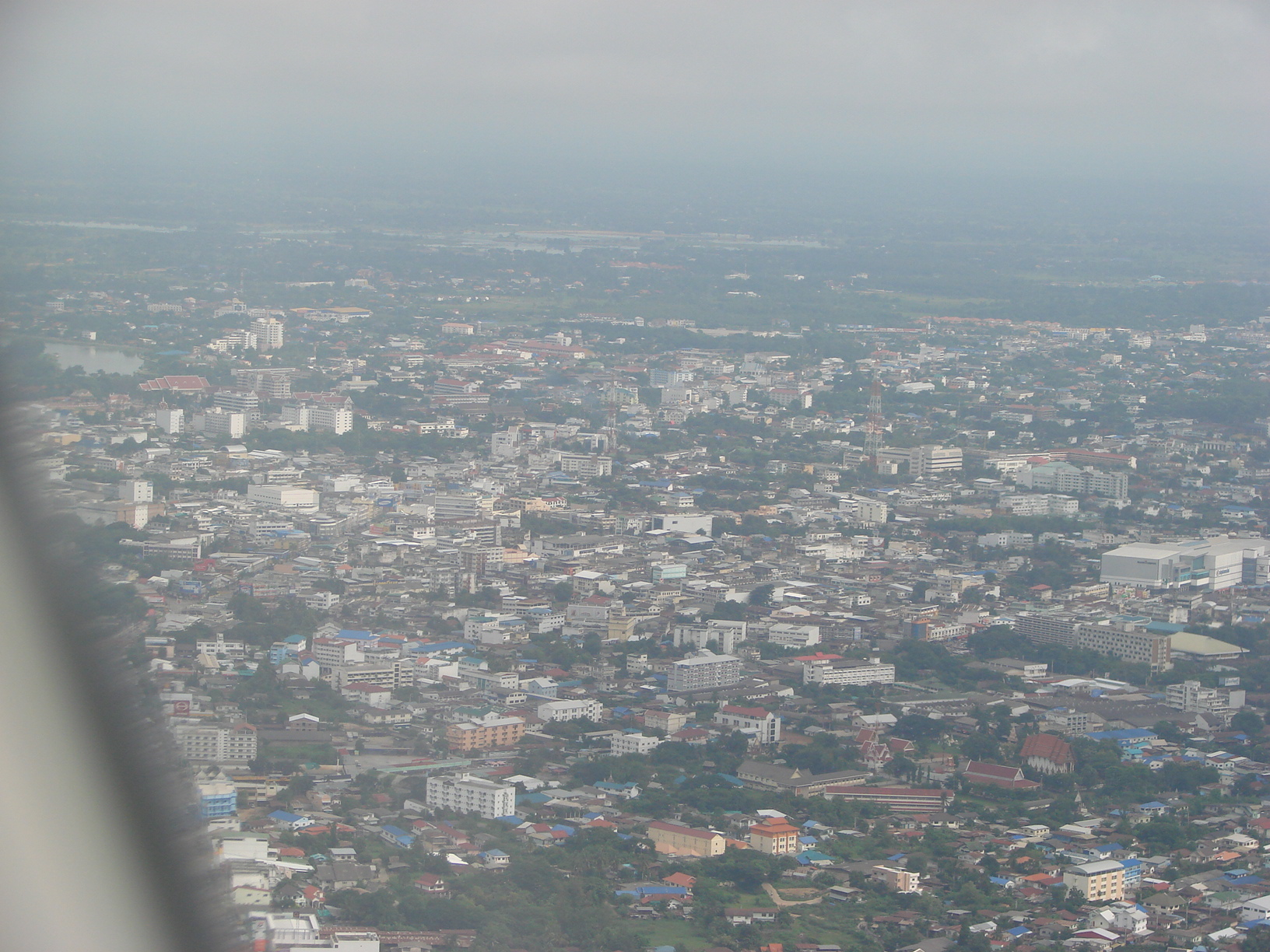
Panorama